# Митридат I (Понт)
Митридат I Ктистис, т.е. „Основателя“ (на гръцки: Mιθριδάτης Kτίστης) е първият владетел (василевс) на Понтийското царство; управление: 302 пр.н.е. – 266 пр.н.е.
Митридат Ктистис е син на Митридат от Киос, наследствен персийски сатрап в Понтийска Кападокия (Северна Анатолия). На младини Митридат I е заложник при диадоха Антигон Монофталм. След като Антигон екзекутира баща му, той бяга в Понт подпомогнат от Деметрий I Полиоркет синът на диадоха.
Първоначално Митридат успява да се укрепи в няколко крепости с помощта на наемници. Около 281 пр.н.е. се обявява за цар (василевс) на Понт. В съюз с Витиния води успешни войни и защитава владението си от завоевателните амбиции на селевкидите и птолемеите. Наследен е от сина си Ариобарзан.